# Celâl Kandemiroğlu
Celâl Kandemiroğlu (* 1953 in der Türkei; † 11. März 2022 in der Türkei) war ein türkisch-deutscher Grafiker. Er war hauptsächlich in der Computerspiel-Industrie tätig.

## Leben
Celâl Kandemiroğlu wurde 1953 in der Türkei geboren und studierte an der Akademie der Schönen Künste Istanbul. Er zog anschließend nach Deutschland, wo er 1978 selbstgezeichnete Comics dem Bastei Verlag anbot und für den er in den 1980er Jahren beispielsweise Comicgeschichten um Captain Future gestaltete. Mit Kane veröffentlichte er auch ein eigenständiges Comicwerk. Er betätigte sich außerdem auch als Titelillustrator für Comics, Filme und Videos.
Etwa 1988 wechselte er in die deutsche Computerspiel-Industrie, für die er in Studios wie Rainbow Arts, Thalion Software, Reline Software oder später Wings Simulations und zuletzt sechs Jahre als Kreativdirektor für Ascaron arbeitete. Dabei war er als Grafiker unter anderem an der Entwicklung von Titeln wie M.U.D.S., X-Out, Der Patrizier, Fate: Gates of Dawn, Biing!, Panzer Elite, Söldner: Secret Wars, Sacred und Sacred 2 beteiligt.
Besonders bekannt wurde Kandemiroğlu auch für seine Titelillustrationen von Spielen. Nach eigenen Angaben zeichnete er für über 800 Spiele die Titelillustrationen, unter anderem für Turrican, Katakis oder M.U.D.S. Auch für die Zeitschrift PC Player war er von 1996 bis 1997 der Titelgrafiker, ebenso wie für die 1996 eingestellte Amiga Joker.
Kandemiroglu lebte zuletzt wieder in Istanbul.